# 萨缪尔·罗金
薩缪爾·羅金（英語：Samuel Roukin，1980年8月15日—）是一位英格蘭電影和電視演員。
羅金出生於紹斯波特。他在年輕時即表現出對表演的興趣。他在Merchant Taylors' School, Crosby就學時，已参與了很多學校表演。他在Bristol Old Vic Theatre School學習表演，並於2003年畢業。

## 早年生活與教育
羅金出生於英格蘭的紹斯波特(Southport，現在通常居住於洛杉磯。他早年表現出對於舞台劇的興趣，高中畢業於麥錢特泰勒斯學校

## 作品列表
- 理查二世 (電影) (2012) 飾演 Bagot
- 哈利波特：死神的聖物 (電影) (2010) 飾演 Snatcher